# Zoroaster
A Zoroaster amerikai sludge/doom/southern metal zenekar. 2003-ban alakultak Atlantában.  Az eredeti felállás a következő volt: Brent Anderson - basszusgitár, ének, Will Fiore - gitár, ének, Todd Fiore - dob. Mindhárman a "Terminal Doom Explosion" tagjai voltak. Eddig négy nagylemezt adtak ki. Jelenlegi lemezkiadójuk az E1 Music.

## Diszkográfia
- Zoroaster (2005), Battle Kommand Records
- Dog Magic (2007), Battle Kommand Records
- Voice of Saturn (2009), Terminal Doom Records
- Matador (2010), E1 Entertainment